# Wilhelm Souchon
Wilhelm Anton Souchon (Leipzig, 2. lipnja 1864. -  Bremen, 13. siječnja 1946.) je bio njemački admiral i vojni zapovjednik. Tijekom Prvog svjetskog rata zapovijedao je njemačkom Sredozemnom eskadrom i bio zapovjednik osmanske mornarice.

## Vojna karijera
Wilhelm Anton Souchon rođen je 2. lipnja 1864. u Leipzigu u obitelji hugenotskog podrijetla. U mornaricu je stupio 1881. godine nakon čega je služio na raznim brodovima. Zapovijedao je topovnjačom, te je sudjelovao u njemačkom osvajanju Samoe. Pohađao je Pomorsku akademiju u Kielu, da bi 1894. postao zapovjednikom minolovca SMS Rhine tijekom kojeg zapovijedanja je unaprijeđen u poručnika. Od ožujka 1900. služi kao prvi časnik na obalnom bojnom brodu SMS Odin, dok u travnju 1904. postaje načelnik stožera eskadre bojnih krstaša pod zapovjedništvom viceadmirala Kurta von Prittwitza. Od lipnja 1906. služi u ministarstvu mornarice, te dobiva čin kapetana. U listopadu 1907. postaje zapovjednikom bojnog broda SMS Wettin, da bi dvije godine nakon toga bio imenovan načelnikom stožera Baltičkog mornaričkog područja. U travnju 1911. dobiva čin kontraadmirala, da bi u listopadu postao zamjenikom zapovjednika 2. eskadre Flote otvorenog mora. Souchon 23. listopada 1913 postaje zapovjendikom novoformirane Sredozemne eskadre koja se sastojala od bojnog krstaša SMS Goeben i lake krstarice SMS Breslau na čijem je čelu dočekao i početak Prvog svjetskog rata

## Prvi svjetski rat
Početak Prvog svjetskog rata nije iznenadio Souchona jer je poduzeo mjere da njegova eskadra ne bude zarobljena u Jadranskom moru. Souchon je i prije formalnog početka neprijateljstva isplovio iz Brindisija sa svojom eskadrom, te je 4. kolovoza 1914. bombardirao alžirske luke Bone i Philippeville. Uspio je izbjeći britanske brodove koji su ga pokušali naći i uništiti, te nakon pregovora 10. kolovoza 1914. uploviti u Istanbul. Nakon što su Britanci zaplijenili dva osmanska bojna broda koja su gradili u svojim lukama, Osmansko Carstvo je otkazalo svoj pomorski sporazum s Velikom Britanijom, te naložilo britanskoj pomorskoj vojnoj misiji da napusti zemlju. Istodobno, obrana Bospora i Dardanela koji su zatvoreni za pomorski promet, povjerena je Nijemcima, te su SMS Goeben i SMS Breslau uključeni u osmansku mornaricu pod novim imenima Yavuz Sultan Selim i Midilli. Sam Souchon postao je zapovjednikom njemačko-osmanske flote, a kasnije i bugarske, nakon što je Bugarska ušla u rat na strani Centralnih sila. 
Souchon je 29. listopada 1914. prije nego što je Osmansko Carstvo ušlo u rat s Rusijom iznenada bombardirao ruske luke Sevastopolj, Feodosiju i Novorosijek. Ubrzo nakon toga Rusija je 2. listopada 1914. objavila rat Turskoj, a 14. listopada Otomansko Carstvo Antanti. Souchon je nastavio bombardirati ruske luke i polagati mine, te ugrožavati ruske pomorske komunikacije. Međutim, nakon što su u bitkama odnosno od mina oštećeni najprije Goeban, a nakon toga i Breslau, te potopljeni neki osmanski brodovi morao je prijeći u defenzivu i braniti vlastite pomorske putove od sve veće nadmoći ruske Crnomorske flote. Kao zapovjednik osmanske mornarice Souchon je nastojao istu modernizirati. U svibnju 1915. promaknut je u viceadmirala, da bi 29. listopada 1916. bio odlikovan ordenom Pour le Mérite.

U rujnu 1917. Souchon se vratio u Njemačku gdje je preuzeo zapovjedništvo nad 4. eskadrom Flote otvorenog mora. Zapovijedajući navedenom eskadrom sudjeluje u Operaciji Albion u kojoj su njemačke snage zauzele baltičke otoke. U listopadu 1918. postao je zapovjednikom Baltičkog pomorskog područja i ratne baze u Kielu. Kao zapovjednik ratne luke Kiel pokušao je silom ugušiti pobunu mornara u čemu nije uspio.

## Poslije rata
Nakon završetka rata Souchon se 17. ožujka 1919. umirovio. Preminuo je 13. siječnja 1946. godine u 82. godini života u Bremenu.

## Vanjske poveznice
(eng.) Wilhelm Souchon na stranici First World War.com

(eng.) Wilhelm Souchon na stranici Turkey's war.com  Arhivirana inačica izvorne stranice od 2. svibnja 2016. (Wayback Machine)

(eng.)
Wilhelm Souchon na stranici Gwpda.org

(rus.) Wilhelm Souchon na stranici Hrono.ru